# Ігнац Чапка
Ігнац Чапка  (нім. Ignaz Czapka; 24 лютого 1792 , Лібава, Моравія — 5 червня 1881, Відень) — австрійський правник і бургомістр Відня.
Студіював право в Оломоуці і Відні.
У 1838—1848 рр. був бургомістром Відня; серед його досягень на посаді було забезпечення освітлення міста в нічний час гасовими ліхтарями, будівництво водогону та каналів. Змушений був піти у відставку з посади бургомістра в зв'язку з революцією 1848—1849 рр. в Австро-Угорщині.
З 1856 по 1859 рр. був поліцмейстером (директором міської поліції — нім. Polizeidirektor) Відня. З 1859 р. — на пенсії.

## Нагороди
- Орден Залізної Корони ІІ ступеня (1859)[4]
- Лицарський хрест ордена Леопольда (1842)[5].